# Sistema lineare della Sicilia orientale
Il Sistema lineare della Sicilia orientale è una conurbazione tra le maggiori in Italia, definita dal Censis, nel 42º Rapporto annuale sulla situazione sociale del Paese, una "Media Area Metropolitana", con una popolazione di 1.693.173 abitanti, una superficie di 2411,7 km² ed una densità di 702,1 abitanti per km². Esso comprende, oltre alla città metropolitana di Catania, anche comuni che non ne fanno parte, come ad esempio Taormina, Giardini-Naxos, località turistiche della costa ionica della Città metropolitana di Messina, Lentini, nel Siracusano, ed altri.
Questo raggruppamento ha valore esclusivamente statistico.